# Xterra France
L'Xterra France est une compétition annuelle de cross triathlon créée en 2006. Elle fait partie du circuit de qualification européen du championnat du monde de Xterra Triathlon qui se déroule a Maui dans l'archipel d'Hawaï. Depuis 2010, il se déroule régulièrement dans la ville de Xonrupt dans le Massif des Vosges.

## Palmarès

### Xonrupt
| Année | Vainqueur                 | Temps           | 2e                        | Temps           | 3e                | temps           |
| ----- | ------------------------- | --------------- | ------------------------- | --------------- | ----------------- | --------------- |
| 2024  | Jens Emil Sloth Nielsen   | 3 h 15 min 36 s | Maxim Chané               | 3 h 18 min 17 s | Sébastien Carabin | 3 h 21 min 9 s  |
| 2023  | Arthur Forissier -2-      | 3 h 3 min 53 s  | Maxim Chané               | 3 h 6 min 48 s  | Sébastien Carabin | 3 h 7 min 22 s  |
| 2022  | Félix Forissier           | 3 h 2 min 40 s  | Arthur Forissier          | 3 h 3 min 33 s  | Arthur Serrières  | 3 h 3 min 54 s  |
| 2021  | Maxim Chané               | 3 h 13 min 53 s | Jens Emil Sloth Nielsen   | 3 h 15 min 52 s | Félix Forissier   | 3 h 21 min 2 s  |
| 2019  | Arthur Forissier -1-      | 2 h 57 min 20 s | Arthur Serrières          | 2 h 57 min 29 s | Rubén Ruzafa      | 3 h 3 min 7 s   |
| 2018  | Rubén Ruzafa -5-          | 2 h 56 min 6 s  | Félix Forissier           | 3 h 0 min 42 s  | Bradley Weiss     | 3 h 3 min 3 s   |
| 2017  | Rubén Ruzafa -4-          | 3 h 27 min 51 s | Yeray Luxem               | 3 h 30 min 11 s | Arthur Forissier  | 3 h 31 min 9 s  |
| 2016  | Rubén Ruzafa -3-          | 3 h 7 min 0 s   | Yeray Luxem               | 3 h 12 min 49 s | Bradley Weiss     | 3 h 13 min 56 s |
| 2015  | Rubén Ruzafa -2-          | 3 h 18 min 8 s  | Bradley Weiss             | 3 h 23 min 20 s | François Carloni  | 3 h 24 min 54 s |
| 2014  | Rubén Ruzafa -1-          | 3 h 14 min 40 s | Braden Currie             | 3 h 15 min 39 s | Kris Coddens      | 3 h 18 min 0 s  |
| 2013  | Nicolas Lebrun -4-        | 3 h 6 min 42 s  | Rubén Ruzafa              | 3 h 7 min 1 s   | Hector Guerra     | 3 h 7 min 47 s  |
| 2012  | Asa Shaw                  | 3 h 17 min 5 s  | Alexander Haas            | 3 h 20 min 16 s | Nicolas Lebrun    | 3 h 20 min 40 s |
| 2011  | Victor Del Corral Morales | 2 h 56 min 35 s | Nicolas Lebrun            | 3 h 0 min 50 s  | Olivier Marceau   | 3 h 2 min 49 s  |
| 2010  | Nicolas Lebrun -3-        | 2 h 52 min 39 s | Victor Del Corral Morales | 2 h 53 min 25 s | Olivier Marceau   | 2 h 53 min 59 s |

| Année | Vainqueur            | Temps           | 2e               | Temps           | 3e                     | Temps           |
| ----- | -------------------- | --------------- | ---------------- | --------------- | ---------------------- | --------------- |
| 2024  | Sandra Mairhofer -2- | 3 h 43 min 35 s | Bianca Morvillo  | 4 h 3 min 30 s  | Linda Detering         | 4 h 7 min 50 s  |
| 2023  | Sandra Mairhofer -1- | 3 h 26 min 16 s | Alizée Patiès    | 3 h 34 min 53 s | Diede Diederiks        | 3 h 35 min 13 s |
| 2022  | Marta Menditto       | 3 h 33 min 50 s | Loanne Duvoisin  | 3 h 35 min 22 s | Alizée Patiès          | 3 h 41 min 4 s  |
| 2021  | Solenne Billouin     | 3 h 51 min 25 s | Marta Menditto   | 3 h 54 min 49 s | Jindřiška Nováková     | 4 h 0 min 7 s   |
| 2019  | Morgane Riou         | 3 h 34 min 17 s | Alizée Patiès    | 3 h 35 min 8 s  | Héléna Erbenová        | 3 h 36 min 10 s |
| 2018  | Brigitta Poór        | 3 h 27 min 1 s  | Héléna Erbenová  | 3 h 30 min 23 s | Carina Wasle           | 3 h 33 min 0 s  |
| 2017  | Laura Philipp        | 3 h 58 min 51 s | Brigitta Poór    | 4 h 6 min 54 s  | Héléna Erbenová        | 4 h 8 min 5 s   |
| 2016  | Lesley Paterson      | 3 h 38 min 29 s | Renata Bucher    | 3 h 42 min 47 s | Héléna Erbenová        | 3 h 48 min 3 s  |
| 2015  | Kathrin Müller -2-   | 3 h 55 min 21 s | Héléna Erbenová  | 3 h 58 min 45 s | Myriam Guillot-Boisset | 4 h 0 min 14 s  |
| 2014  | Kathrin Müller -1-   | 3 h 53 min 47 s | Carina Wasle     | 3 h 57 min 36 s | Renata Bucher          | 3 h 59 min 38 s |
| 2013  | Héléna Erbenová -2-  | 3 h 36 min 53 s | Jacqueline Slack | 3 h 48 min 5 s  | Marion Lorblanchet     | 3 h 49 min 17 s |
| 2012  | Héléna Erbenová -1-  | 3 h 50 min 2 s  | Renata Bucher    | 3 h 56 min 55 s | Jacqueline Slack       | 4 h 0 min 35 s  |
| 2011  | Renata Bucher -4-    | 3 h 31 min 16 s | Carina Wasle     | 3 h 38 min 34 s | Marion Lorblanchet     | 3 h 41 min 59 s |
| 2010  | Marion Lorblanchet   | 3 h 20 min 19 s | Renata Bucher    | 3 h 21 min 23 s | Carina Wasle           | 3 h 25 min 23 s |

### Années 2006 et 2008
| Année | Lieu          | Vainqueur          | Temps           | 2e              | Temps           | 3e                   | temps           |
| ----- | ------------- | ------------------ | --------------- | --------------- | --------------- | -------------------- | --------------- |
| 2008  | Mandelieu     | Nicolas Lebrun -2- | 2 h 18 min 37 s | Franky Batelier | 2 h 18 min 49 s | Olivier Marceau      | 2 h 20 min 17 s |
| 2008  | Auron         | Nicolas Lebrun -1- | 2 h 30 min 23 s | Conrad Stoltz   | 2 h 33 min 0 s  | Felix Schumann       | 2 h 35 min 30 s |
| 2006  | Saint-Raphaël | Cédric Fleureton   | 2 h 20 min 7 s  | Nicolas Lebrun  | 2 h 22 min 38 s | Nicolas Pfitzenmaier | 2 h 27 min 42 s |

| Année | Lieu          | Vainqueur         | Temps           | 2e                        | Temps           | 3e                | Temps           |
| ----- | ------------- | ----------------- | --------------- | ------------------------- | --------------- | ----------------- | --------------- |
| 2008  | Mandelieu     | Renata Bucher -3- | 2 h 45 min 55 s | Carina Wasle              | 2 h 46 min 32 s | Sabrina Enaux     | 2 h 53 min 58 s |
| 2008  | Auron         | Renata Bucher -2- | 3 h 0 min 5 s   | Anna Baylis-Scheiderbauer | 3 h 1 min 48 s  | Carina Wasle      | 3 h 4 min 30 s  |
| 2006  | Saint-Raphaël | Renata Bucher -1- | 2 h 51 min 57 s | Julie Dibens              | 2 h 52 min 10 s | Michelle Lombardi | 2 h 59 min 31 s |

## Les épreuves
Épreuves de l'édition 2016 :
| Nom du parcours   | Natation     | Cyclisme      | Course à pied | Observation                                   |
| ----------------- | ------------ | ------------- | ------------- | --------------------------------------------- |
| Xterra Mini-Kids  | 100 mètres   | 2 000 mètres  | 600 mètres    | De 8 à 11 ans                                 |
| Xterra Kids       | 200 mètres   | 4 500 mètres  | 1 500 mètres  | De 12 à 15 ans                                |
| Xterra Eliminator |              | 800 mètres    |               | Limité à 50 inscrits                          |
| Xterra Découverte | 500 mètres   | 17 kilomètres | 5 kilomètres  | Individuels uniquement, limité à 900 inscrits |
| Xterra France     | 1 500 mètres | 34 kilomètres | 10 kilomètres | Relais autorisé, limité à 1 050 inscrits      |